# ルイ・ピエール・ムイヤール

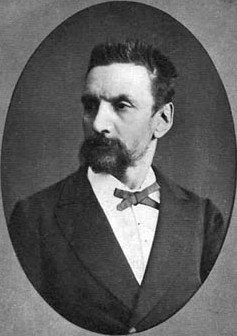
ルイ・ピエール・ムイヤール

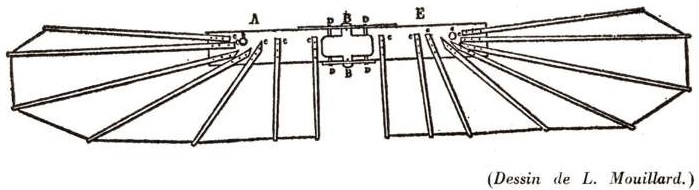
ムイヤールの著書の図版

ルイ・ピエール・ムイヤール（仏: Louis Pierre Mouillard 、1834年9月30日 - 1897年9月20日）は、19世紀後半に重航空機を研究したフランス人。リヨンに生まれ、カイロで没した。彼の研究の一部は、アレクサンドリア滞在時代の鳥の観察記録に基づいており、後にライト兄弟にも受け容れられた。
彼は多くのレポートを発表した。最も有名なのは1881年にフランスで刊行された"L'Empire de l'Air"（空の帝王）であり、その中でムイヤールは固定翼を持つグライダーを提案した（たわみ翼による操縦や動力の装備についても考察している）。この著作はすぐに同分野の古典として認知されるようになり、1893年にはスミソニアン協会によって英訳"The Empire Of The Air"も出された。
ムイヤールは1856年からグライダーの実験をしており、（彼のグライダーはどれもうまく機能しなかったものの）滑空が未来の航空にとって重要であることをよく認識していた。その洞察は後にドイツのオットー・リリエンタールと共有されることになった。